# Zadruga (zespół muzyczny)
Zadruga – polski zespół muzyczny pochodzący z Torunia założony w 1989 r. Grupa wykonuje muzykę rockową, w tym zaliczaną do takich nurtów jak hard rock, oi!, hardcore punk oraz niewątpliwie współtworzy polską scenę Rock Against Communism. Pod względem przekazu płynącego z tekstów wykonywanych piosenek, to oprócz typowych dla wymienionego ruchu Rock Against Communism, jest niewątpliwie także uznawana za kapelę nacjonalistyczną oraz narodowo-neopogańską.

## Historia
Zespół został założony w 1989 r. w Toruniu. Część ówczesnych członków grupy wywodziła się z punk rockowej kapeli Pluton E, choć istnieją również wypowiedzi, z których wynika, że według ich autorów grupa Pluton E po prostu przekształciła się w Zadrugę. W tamtym początkowym okresie działalności Zadrugi w przekazach płynących z treści utworów dominowały tematy narodowo-neopogańske oraz nacjonalistyczne. W tym okresie zespół występował na scenie. Przykładowo w 1992 r. występował razem z grupami Sztorm 68, Trykwert, Potop. Koncertował także z Konkwistą 88 i Honorem. W 1996 r. zespół przestał istnieć ale na jego podwalinie powstała nowa grupa o nazwie NaRa, której nazwa pochodzi od słów Narodowy Radykalizm. Często spotyka się opinię, iż ta zmiana to także była jedynie zmiana nazwy zespołu. Jednakże przekaz nowej formacji był inny, choć zachowywał dorobek nacjonalistyczny, zdecydowanie ukierunkowany został na narodowy radykalizm, katolicyzm i antypogańskość. Grupa podjęła wówczas współpracę z Narodowym Odrodzeniem Polski. W tej formie artyści działalni do 1999 r. Kilka lat później, po 2007 r., reaktywowano zespół Zadruga, łącznie z pierwotnymi nawiązaniami w treści utworów do wartości neopogańskich ale w nieco zmienionej, złagodzonej formie i oczywiście z zachowaniem kierunku nacjonalistycznego i narodowego.
Brak jest informacji aby zespół zagrał na festiwalu Orle Gniazdo. Mimo to jego utwór zamieszczony jest w albumie kompilacyjnym jego dotyczącym „Festiwal Orle Gniazdo – Wydanie jubileuszowe” wydanym w 2017 r..
Lider i wokalista obu zespołów, Sławomir Urtnowski, startował bez powodzenia w wyborach do parlamentu ramienia Narodowego Odrodzenia Polski, w którym przez pewien okres pełnił funkcję przewodniczącego dzielnicy kujawsko-pomorskiej. Startował w wyborach do Sejmu Rzeczypospolitej Polskiej, a w 2007 r. był kandydatem na senatora.

## Skład zespołu i autorstwo utworów
Członkami zespołu Zadruga znanymi personalnie z imienia i nazwiska z początkowego okresu jego istnienia byli Jacek Scheuring oraz Sławomir Urtnowski (pseudonim – Dziki, Sławek). Skład zespołu oczywiście zmieniał się w czasie. Można znaleźć informacje o składzie kapeli w określonym momencie czasu, związanym z konkretnymi działaniami muzycznymi. I tak realizację nagrań do singla/EP pod tytułem „Zadruga” wydanego w 1993 r. (przy czym samo nagranie materiału miało miejsce w styczniu 1992 r., w klubie Agora) wykonali następujący artyści:
- Sławomir Urtnowski – wokal
- Czarek – basista (gitara basowa)
- Jacek Scheuring – gitarzysta (gitara)
- Maciej – perkusista (perkusja)
- Paweł Pulikowski – gitarzysta (gitara)[29].

Natomiast przy realizacji albumu „Moja Przecława”, wydanego w 2016 r., uczestniczyli następujący muzycy:
- Sławomir Urtnowski – wokal
- Marcin Cinek (Cinek) – gitara, perkusja, wokal w tle
- Adam – gitara, gitara basowa, keyboard[30].

Zespół wykonywał przede wszystkim kompozycje własnego autorstwa. Można przy tym wskazać, że przykładowo kompozycje muzyczne z płyty „Moja Przecława”, wydanej w 2016 r., są autorstwa Adama, natomiast teksty do nich napisał Sławomir Urtnowski, z wyjątkiem tytułowej piosenki „Moja Przecława”, do której tekst napisał Borys Mir.

## Powiązania
Niektórzy wymienieni wyżej muzycy współtworzyli lub współpracowali także z innymi formacjami muzycznymi, w tym między innymi:
- Sławomir Urtnowski: Pluton E, NaRa[9][27]
- Marcin Cinek (Cinek): Lamia Reno, Lumpex 75, Sztorm 68, a także współpracował gościnnie z innymi zespołami np. z Contra Boys[34]
- Paweł: Pluton E, Thorn-City Rockers (T.C.R.), The Fellowship of Disco[6][35].

## Twórczość
Pod względem muzycznym twórczość zespołu zaliczana jest do gatunku muzycznego jakim jest rock, a szczególności także do jego różnych nurtów takich jak hard rock, oi!, czy nawet niekiedy hardcore punk.
W komentarzach do twórczości zespołu jednoznacznie określa się, że zespół od początku swojej działalności inspirował się przedwojennym ugrupowaniem narodowym – Ruchem Nacjonalistów Polskich Zadruga, co także ma swoje odzwierciedlenie w nazwie własnej kapeli. Przekaz wynikający z treści utworów wykonywanych przez formację to nie tyko nacjonalizm, ale także idee narodowo-neopogańskie i słowiańskość, z odrzuceniem chrześcijaństwa, które dość skutecznie obrazuje hasło przedwojennej formacji: Odkatoliczyć, unarodowić, dowartościować Polaka !. Późniejsza działalność muzyków jednak odeszła od tych postaw. Początkowo, w formacji NaRa, w kierunku radykalizmu narodowego, katolickiego, by następnie po reaktywacji Zadrugi, w kierunku powrotu do własnych korzeni, to jednak wyraźnie w nieco złagodzonych formach, w których artyści uznają do pewnego stopnia tradycje i pewne aspekty współczesnej rzeczywistości wymagające określonych zmian. W twórczości tej nie brakuje także odniesień do polskiej historii, jej wychwalania, a szczególnie bohaterstwa polskich żołnierzy. Twórczość ta zaliczana jest także do sceny tożsamościowej. Natomiast działalność z lat początkowych istnienia zespołu w pierwszej połowie lat 90. XX wieku uznaje się także za formę radykalnej odpowiedzi na powszechny ówcześnie trend prozachodni.
Taka twórczość powoduje, że zespół zaliczany jest także do ruchu w muzyce rockowej określanego mianem Rock Against Communism.

## Dyskografia

### Dyskografia zespołu
Albumy muzyczne:
- „Live In Toruń”: 1991 r., wydawca – Odłam Skiny Production (identyfikator: 003), wydany – Polska, jedna kaseta magnetofonowa, split (pozostali wykonawcy – Honor)[52]
- „Zadruga”: dwa wydania, w tym jedno w Polsce[53]: brak daty wydania, wydawca – Szczerbiec, jedna kaseta magnetofonowa[54][55]
- „Zadruga”: 1993 r., wydawca – Dossier Skinhead Records (identyfikator: 001), wydany – Polska, jedna płyta winylowa 7" 45 RPM, singiel/EP, edycja limitowana do 500 kopii, numerowana[31]
- „1991-1996”, trzy wydania[56]:
  - 1999 r., wydawca – NSR / Narodowa Scena Rockowa (identyfikator: NSR 011), wydany – Polska, jedna kaseta magnetofonowa[57]
  - 2009 r. (premiera  – 11.03.2009 r.), wydawca – Nadsat Productions, Okop Zine (identyfikator: CD001, brak), wydany – Europa, jedna płyta kompaktowa, album rozszerzony o nagrania bonusowe z demo 1991 oraz plik wideo[58]
  - brak daty wydania, Not On Label – BTM 001, wydany – Polska, jedna kaseta magnetofonowa[59]
- „Moja Przecława”: 2016 r. (premiera  – 18.02.2016 r.), wydawca – Nasz Sklep (identyfikator: NS007), wydany – Polska, jedna płyta kompaktowa[60].
- „Zakon Zadrugi”: brak daty wydania, Bootleg Freedom Records, jedna płyta kompaktowa, album kompilacyjny[39].

### Składanki
Składanki, kompilacje:
- „Hate Rock”: 1999 r., NSR / Narodowa Scena Rockowa (identyfikator: NSR CD002), wydany – Polska, jedna płyta kompaktowa[17][62] – utwór nr 5 – „Goreją Wici”[17][63]
- „Muzyka ulicy muzyka dla mas vol. 2” (w ramach serii wydawnictw po szyldem Muzyka ulicy muzyka dla mas):  2006 r., wydawca – Olifant Records (identyfikator – 014 / OR 014), wydany – Polska, jedna płyta kompaktowa[17][64][65][66] – utwór nr 12 – „Goreją Wici”[17][67][68][69]
- „Nordland - Zbiór Muzyczny Tom 1”: 2010 r., wydawca – Nordland (identyfikator albumu: Nordland 01|2010), jedna płyta kompaktowa[17][70] – utwór nr 3 – „Normalne Dni”[17][71]
- „Festiwal Orle Gniazdo – Wydanie jubileuszowe”: 2017 r., Not On Label, wydany – Polska, jedna płyta kompaktowa[17][19][72][73], utwór nr 1 – „Moja Przecława”[17][18][74].

## Opinie i kontrowersje

### Odbiór i opinie
W latach 90. XX wieku zespół Zadruga przypisywany był do nurtu muzyki skinhead. Związany był wówczas z Narodową Sceną Rockową (dotyczy to później także formacji NaRa). Uznawany jest w ramach za grupę należącą do ścisłej czołówki nurtu neopogańsko-narodowego. Ale i nie tylko, bowiem niewątpliwie zalicza się do ścisłej czołówki całej sceny nacjonalistycznej. A zawdzięcza to między innymi temu, że potrafił wypracować własny styl, dzięki któremu zaskarbił sobie uznanie także poza tym nurtem i wielu narodowców odrzucających idee neopogańskie, doceniało dorobek zespołu i jego muzykę.
Autorzy recenzji i komentarzy do twórczości zespołu choć zauważają, że tekstom wykonywanych przezeń piosenek można wiele zarzucić, to jednak należy podkreślić nie tylko brak w nich pochwały dla nazizmu i hitleryzmu, ale mocne i dobitne sławienie polskich bohaterskich żołnierzy, które obejmuje przykładowo obrońców Westerplatte walczących z bandą nazistów.

### Kontrowersje dotyczące działalności zespołu
Zespół, jego twórczość i działalność oraz przekaz płynący z utworów wzbudza kontrowersje, a często także sprzeciw. Dotyczy to zarówno w ramach samej sceny nacjonalistycznej i skinheads, w ramach których rozłam i istniejący przez długi czas podział prowadził do niechęci pomiędzy zwolennikami poszczególnych odłamów, a czasem wręcz do jawnej wrogości, jak i oczywiście także zdecydowanych ataków ze strony lewicowych, lewackich i liberalnych środowisk politycznych oraz medialnych. I o ile ten pierwszy z wymienionych antagonizmów jest w dużym stopniu rozmyty, a z czasem zwyczajnie zatarł się i poszedł w niepamięć, o tyle drugi z nich jest żywy i wywiera mocny wpływ na działalność grupy jak i całej sceny oraz poza muzyczną działalność jej członków. 
Zarzuty kierowane wobec artystów ze strony środowisk lewicowych, lewackich i liberalnych oraz różnych formacji antyfaszystowskich, antyrasistowskich, antynacjonalistycznych itp., obejmują najczęściej przypisywanie zespołowi faszyzmu, nazizmu, rasizmu, ksenofobii, homofobii oraz przynależność do neofaszystowskiej scenie rockowej i „white power”. W pewnym stopniu nie są to zarzuty całkowicie pozbawione racji i jak wyżej zaznaczono tekstom niektórych piosenek można wiele zarzucić, to jednak kategorycznie zespół nie ma nic wspólnego z faszyzmem czy nazizmem, w żadnym utworze nie ma pochwały tych systemów totalitarnych, a wręcz przeciwnie, pojawiają niekiedy określenia wobec nich mocno negatywne, pejoratywne.

### Atak na Joannę Scheuring-Wielgus
Jacek Scheuring, muzyk Zadrugi, zmarły śmiercią tragiczną w wypadku drogowym z 2001 r., kiedy miał 31 lat, był pierwszym mężem Pani Joanny Scheuring-Wielgus. W 2017 r. była ona posłanką do Sejmu RP z ramienia partii Nowoczesna. Ten fakt stał się przyczynkiem do ataku medialnego na posłankę. Sprawę tę podniósł bowiem Rafał Otoka-Frąckiewicz, który ówcześnie pełnił funkcję eksperta w telewizji TVP Info. Zarzucił jej w swoim wystąpieniu podejrzaną przeszłość, podnosząc kilka kwestii, przede wszystkim to, że jej pierwszy, zmarły mąż Jacek Scheuring, był członkiem Zadrugi, zespołu nacjonalistycznego, a nawet jak próbowano fałszywie go określać – zespołu nazistowskiego – co jest nieprawdą oraz to, że sama posłanka ówcześnie uczestniczyła w koncertach zespołu, co zostało prawdopodobnie zarejestrowane w materiale wideo, na którym widać ją jak biega w glanach i flejersach. Miało to posłankę postawić w złym świetle. Co znamienne osoba, która przekazała takie informacje w swoim e-mailu, zaznaczyła przy tym, że Jacek Scheuring był bardzo porządnym człowiekiem. Pani Joanna Scheuring-Wielgus odniosła się w swoich wypowiedziach do tych zarzutów potwierdzając fakt, że Jacek Scheuring był jej pierwszym mężem, zginął tragicznie w wypadku, że grał w wielu zespołach rockowych już w latach 80. XX wieku, kiedy to – według posłanki – nie było jeszcze w Polsce zespołów nazistowskich, tylko takie które przeciwstawiały się komunistycznemu, ówcześnie obowiązującemu ustrojowi państwa polskiego (Polska Rzeczpospolita Ludowa) i absurdom tamtej rzeczywistości. Zarzuty zawarte w ataku uznała za absurdalne. Zapowiadała również złożenie pozwu do sądu, ale brak informacji, aby do tego doszło.

### Kontrowersje dotyczące Sławomira Urtnowskiego
Kontrowersje i sprzeciw wzbudziła także pozamuzyczna działalność Sławomira Urtnowskiego, mimo że była to działalność całkowicie neutralna światopoglądowo. A mianowicie w 2009 r. kiedy Sławomir Urtnowski został menedżerem ds. marketingu w klubie sportowym z Torunia – Elana Toruń, lewackie media i działacze, w tym Marcin Kornak, redaktor naczelny pisma i portalu „Nigdy Więcej”, rozpętali nagonkę na decyzję powierzenia mu tego stanowiska, z próbą wymuszenia na nim rezygnacji z pełnienia tej funkcji. Należy podkreślić, że merytorycznych argumentów nie było. Zarzuty dotyczyły jedynie jego prywatnych poglądów i działalności muzycznej, przypisywanych mu na podstawie przekazów wypływających z twórczości zespołów Zadruga i NaRa, co zostało przez atakujących jego osobę określone mianem niechlubnej przeszłości. Padały przy tym inwektywy: faszysta, homofob, rasista. Prośba zainteresowanego, aby nie mylić patriotyzmu z faszyzmem oczywiście pozostała zbyta milczeniem. Za takowy argument, z cechami rzeczowego, można by uznać, że będzie on w pewnym stopniu kompromitował klub, ale również tylko i wyłączenie ze względu na ewentualną możliwość nagłaśniania medialnego jego działalności muzycznej i negatywnego stosunku do niej części środowisk, w szczególności lewicowych i liberalnych. Jednak nie stracił on wówczas swojego stanowiska. W tym samym roku pojawiła się kolejna kontrowersyjna sprawa, mogąca doprowadzić do usunięcia go z klubu. Związana była z zajściem, które miało miejsce w Toruniu. Było to pobicie przez niego pewnego Nigeryjczyka, jak twierdzi, w wyniku sprowokowania. Na czas wyjaśnienia sprawy zawiesił swoją działalność w klubie.